# Gian Galeazzo Sforza

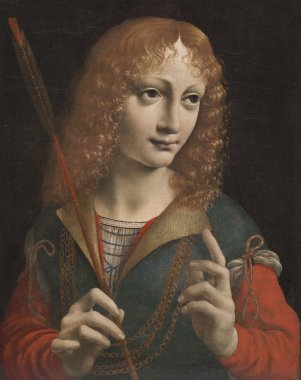
Portret al lui Gian Galeazzo Sforza (c. 1483) de Giovanni Ambrogio de Predis

Gian Galeazzo Sforza (20 iunie 1469 – 21 octombrie 1494) a fost al șaselea Duce de Milano.
Născut la Abbiategrasso, el avea numai șapte ani când în 1476 tatăl său, Galeazzo Maria Sforza, a fost asasinat, devenind astfel Duce de Milano. Unchiul său, Ludovico Sforza a acționat ca regent pentru micul duce dar repede acesta a luat în mâinile sale toată puterea. În 1488 Gian Galeazzo s-a căsătorit cu verișoara sa Isabella de Neapole și au avut patru copii împreună: Ippolita Maria Sforza (1493-1501), Francesco (1491–1512), Bona (1494–1557, căsătorită cu Sigismund I al Poloniei) și Bianca Maria (1495–1496).
1. ↑  „Gian Galeazzo Sforza”, Gemeinsame Normdatei, accesat în 13 decembrie 2014
2. ↑  „Gian Galeazzo Sforza”, Gemeinsame Normdatei, accesat în 31 decembrie 2014